# KAMIGATA BOYZ
KAMIGATA BOYZ，日本星達拓娛樂旗下的聯合偶像團體，由來自關西的三個團體「SUPER EIGHT」、「WEST.」、「浪花男子」的十九名成員所組成。團名中的「KAMIGATA」意為「上方」，是江戶時代對大阪與京都等關西地區的稱呼。

## 概述
「KAMIGATA BOYZ」的起源可以追溯到星達拓娛樂（前身為「傑尼斯事務所」）旗下以西日本為中心的人材培養團體「關西小傑尼斯」。從2020年7月28日起在大阪萬博紀念公園舉行的一系列演唱會開始，傑尼斯事務所啟動了一系列以旗下關西藝人為中心的企劃「DREAM IsLAND」，「SUPER EIGHT」、「WEST.」、「浪花男子」等三個團體是該企劃的主要參與者。
時隔將近五年，聯合團體「KAMIGATA BOYZ」於2024年4月29日突然宣布成立，同年5月3日以限定發行單曲《無責任不也很好嗎LOVE》（無責任でええじゃないかLOVE）正式出道。在成立當天，「#KAMIGATA_BOYZ」、「#カミガタボーイズ」等關鍵字登上了社交平台X熱門話題榜的前二位。

## 成員
| 姓名       | 日文假名讀音            | 從屬團體    | 出生年月日     | 出身地 |
| ---------- | ----------------------- | ----------- | -------------- | ------ |
| 横山裕     | よこやま ゆう           | SUPER EIGHT | 1981年5月9日   | 大阪府 |
| 村上信五   | むらかみ しんご         | SUPER EIGHT | 1982年1月26日  | 大阪府 |
| 丸山隆平   | まるやま りゅうへい     | SUPER EIGHT | 1983年11月26日 | 京都府 |
| 安田章大   | やすだ しょうた         | SUPER EIGHT | 1984年9月11日  | 兵庫縣 |
| 大倉忠義   | おおくら ただよし       | SUPER EIGHT | 1985年5月16日  | 大阪府 |
| 重岡大毅   | しげおか だいき         | WEST.       | 1992年8月26日  | 兵庫縣 |
| 桐山照史   | きりやま あきと         | WEST.       | 1989年8月31日  | 大阪府 |
| 中間淳太   | なかま じゅんた         | WEST.       | 1987年10月21日 | 兵庫縣 |
| 神山智洋   | かみやま ともひろ       | WEST.       | 1993年7月1日   | 兵庫縣 |
| 藤井流星   | ふじい りゅうせい       | WEST.       | 1993年8月18日  | 大阪府 |
| 濱田崇裕   | はまだ たかひろ         | WEST.       | 1988年12月19日 | 兵庫縣 |
| 小瀧望     | こたき のぞむ           | WEST.       | 1996年7月30日  | 大阪府 |
| 西畑大吾   | にしはた だいご         | 浪花男子    | 1997年1月9日   | 大阪府 |
| 大西流星   | おおにし りゅうせい     | 浪花男子    | 2001年8月7日   | 兵庫縣 |
| 道枝駿佑   | みちえだ しゅんすけ     | 浪花男子    | 2002年7月25日  | 大阪府 |
| 高橋恭平   | たかはし きょうへい     | 浪花男子    | 2000年2月28日  | 大阪府 |
| 長尾謙杜   | ながお けんと           | 浪花男子    | 2002年8月15日  | 大阪府 |
| 藤原丈一郎 | ふじわら じょういちろう | 浪花男子    | 1996年2月8日   | 大阪府 |
| 大橋和也   | おおはし かずや         | 浪花男子    | 1997年8月9日   | 福岡縣 |

## 音樂作品

### 單曲
| ＃ | 發行日       | 名稱                       | 販賣型態 | 最高排名 | 最高排名 |
| ＃ | 發行日       | 名稱                       | 販賣型態 | 公信榜   | 告示牌   |
| -- | ------------ | -------------------------- | -------- | -------- | -------- |
| 1  | 2024年5月3日 | 無責任でええじゃないかLOVE | 數位下載 | 未發表   | 未發表   |

## 外部連結
- KAMIGATA BOYZ 官方網站 （页面存档备份，存于）
- DREAM IsLAND 2020→2025的X（前Twitter）